# فرانكي لام
فرانكي لام (بالصينية: 林文龍) هو مغني وممثل صيني، ولد في 19 ديسمبر 1967 بهونغ كونغ في الصين.

## وصلات خارجية
- فرانكي لام على موقع IMDb (الإنجليزية)
- فرانكي لام على موقع ميوزك برينز (الإنجليزية)
- فرانكي لام على موقع قاعدة بيانات الفيلم (الإنجليزية)